# Slot Rosenholm
Slot Rosenholm is een kasteel in het Deense Hornslet dat dateert uit 1559.
Vroeger werd het slot bewoond door de familie Rosenkrantz, een oude edele en van oorsprong Deense familie. Bij het slot ligt een park, het "Rosenholm Park". Dit park is vrij te bezichtigen.